# Jeddah Corniche Circuit
Jeddah Corniche Circuit er en gadebane beliggende i havnebyen Jeddah i Saudi-Arabien. Den første Saudi-Arabiens Grand Prix Formel 1-løb blev afholdt den 5. december 2021 i Formel 1-sæsonen 2021.